# Plavecký stadion v Českých Budějovicích
Plavecký stadion je funkcionalistická stavba, která stojí na Sokolském ostrově v blízkosti historického jádra v Českých Budějovicích 1 a byl prohlášen kulturní památkou v roce 2017.

## Historie
Vítězem architektonické soutěže byl v roce 1958 jihočeský architekt Bohumil Böhm (1926–2004), který navrhl velmi progresivní řešení a citlivé zakomponování stavby do historické zástavby Českých Budějovic. Vlastní stavba plaveckého stadionu proběhla v letech 1965 až 1971. Náklady na jeho výstavbu činily 31,5 miliónů Kčs. Ve své době patřil plavecký stadion k evropské špičce svým moderním řešením provozu a vnitřním uspořádáním. V letech 1996 až 1997 byl plavecký stadion nákladem 183 miliónů korun rekonstruován. Při rekonstrukci byl postaven nový krytý tobogán o délce 69 metrů. V roce 2016 byl znovu vykachličkován velký plavecký bazén.

## Popis
Plavecká hala oválném půdorysu je zastřešená lanovou střechou hyperbolického paraboloidu. K hale přiléhá jednopatrové nízké a dlouhé křídlo s dětským bazénem, vstupními prostory, šatnami, umývárnami, bufetem a technickým zázemím. Lanová střecha bazénové haly má rozpětí 54 × 64 metrů. Lanová konstrukce ve tvaru hyperbolického paraboloidu je tvořena síti vzájemně kolmých nosných a předpínacích lan o rozteči 100 cm. Lana jsou kotvena do obvodových železobetonových oblouků.